# Fagaceae
Famille
Classification APG III (2009)
La famille des Fagaceae (Fagacées, anciennement Cupulifères) regroupe des plantes dicotylédones ; elle comprend environ 900 espèces réparties en 7 à 9 genres, les plus connus étant :
- Castanea (châtaignier) ;
- Fagus (hêtre) ;
- Quercus (chêne).

Les chênes, hêtres et châtaigniers fournissent du bois pour la construction et l'ameublement. Le châtaignier a aussi des fruits comestibles. Chênes et châtaigniers sont riches en tanins.

## Étymologie
Le nom vient du genre type Fagus nom latin de cet arbre, dérivé du grec ancien φηγός / phêgos, « chêne à glands comestibles », de φαγεῖν / phageîn, « manger, dévorer », désignant des chênes à glands doux.

## Origine et distribution
Les plus anciens fossiles de Fagaceae datent du Paléogène, il y a 53 millions d'années, d'où la persistance dans cette famille de traits archaïques (fleurs de type 2 ou 3, fécondation du tube pollinique par le côté ou la base, bois à perforations scalariformes).
Ce sont des arbres ou plus rarement des arbustes qui dominent les forêts de feuillus qui couvrent, ou couvraient, de vastes régions de moyennes latitude de l'hémisphère nord, et, dans une moindre mesure, des régions de l'hémisphère sud. On les rencontre sur tous les continents, sauf en Afrique tropicale et australe. Parmi les fagacées, on compte dans les régions tempérées les hêtres (Fagus), les chênes (Quercus) et les châtaigniers (Castanea). Cette famille représente une biomasse presque comparable à celle des conifères.

## Description

### Appareil végétatif
Ces plantes ont un feuillage caduc ou persistant. Leurs feuilles à nervation pennée sont généralement simples, alternes (parfois pseudo-verticillées chez Cyclobalanopsis), au limbe entier ou pennatilobé et au bord uni ou denté-serré, à stipules triangulaires caduques. Les racines forment fréquemment des ectomycorhizes avec des champignons à hyphes.

### Appareil reproducteur
Leur inflorescence déterminée est variée : épi dressé, chaton pendant, fascicule capituliforme, voire fleur actinomorphe solitaire, axillaire ou terminale. Généralement, ce sont des plantes monoïques strictes, les fleurs staminées étant en cymes bipares complètes ou réduites et associées à une bractée, les fleurs pistillées en groupe de 1-5, associées à une cupule écailleuse.
Les fleurs staminées ont généralement 6 (de 3 à 12) petits sépales scaliformes, libres ou connés et imbriqués, et 3-40 étamines libres, aux anthères biloculaires déhiscentes par des fentes longitudinales libérant des grains de pollen tricolporés ou tricolpés, et parfois un pistillode (pistil vestigial). Les fleurs pistillées ont généralement 6 (de 4 à 6) sépales rudimentaires, libres ou connés, et un ovaire infère constitué de 3 (voire 6 et jusqu'à 12) carpelles indépendants, chacun contenant 2 ovules pendants par  loge (tous avortant sauf un), avec une placentation axile.
Formule florale : {\displaystyle \ast S_{(3+3)}\;E_{3-40}\;C_{0}};  {\displaystyle \ast S_{(3+3)}\;E_{0}\;C_{({\overline {3}})}}
Les fruits sont des nucules monospermes (de 1 à 5) enveloppées dans des cupules ligneuses, à quatre ou sans valves. Ces cupules portent sur leur face externe divers appendices issus de la transformation de bractées (écailles des glands de chênes, épines ramifiées des bogues de châtaigniers). Les graines exalbuminées ont un embryon droit.

## Liste des genres
Selon World Checklist of Selected Plant Families (WCSP) (12 aout 2016) :
- Castanea Mill., Gard. Dict. Abr. ed. 4 (1754)
- Castanopsis (D.Don) Spach (1842)
- Chrysolepis Hjelmq., Bot. Not. Suppl. 2 (1948)
- Fagus L. (1753)
- Lithocarpus Blume (1826)
- Notholithocarpus Manos, Cannon & S.H.Oh (2008)
- Chêne L. (1753)
- Trigonobalanus Forman (1962)

Selon Angiosperm Phylogeny Website (30 mai 2010) :
- Castanea Mill.
- Castanopsis (D.Don) Spach
- Chrysolepis Hjelmq.
- Fagus L.
- Lithocarpus Blume
- Nothofagus Blume
- Chêne L.
- Trigonobalanus Forman

Selon NCBI (10 juin 2016) :
- Castanea
- Castanopsis
- Chrysolepis
- Colombobalanus
- Fagus
- Formanodendron
- Lithocarpus
- Notholithocarpus
- Chêne
- Trigonobalanus

Phylogenie selon MANOS ET AL.: PHYLOGENY AND TAXONOMY OF PALEOENDEMIC FAGACEAE
|  | Colombobalanus                                                    |
|  |                                                                   |
|  | \| \| Trigonobalanus \| \| \| \| \| \| Formanodendron \| \| \| \| |
|  |                                                                   |
|  | Trigonobalanus                                                    |
|  |                                                                   |
|  | Formanodendron                                                    |
|  |                                                                   |

|  | Trigonobalanus |
|  |                |
|  | Formanodendron |
|  |                |

|  | Chrysolepis |
|  |             |
|  | Lithocarpus |
|  |             |

|  | \| \| Castanea \| \| \| \| \| \| Castanopsis \| \| \| \| |
|  |                                                          |
|  | Quercus                                                  |
|  |                                                          |
|  | Notholithocarpus densiflorus                             |
|  |                                                          |
|  | Castanea                                                 |
|  |                                                          |
|  | Castanopsis                                              |
|  |                                                          |

|  | Castanea    |
|  |             |
|  | Castanopsis |
|  |             |

|  | Chrysolepis |
|  |             |
|  | Lithocarpus |
|  |             |

|  | \| \| Castanea \| \| \| \| \| \| Castanopsis \| \| \| \| |
|  |                                                          |
|  | Quercus                                                  |
|  |                                                          |
|  | Notholithocarpus densiflorus                             |
|  |                                                          |
|  | Castanea                                                 |
|  |                                                          |
|  | Castanopsis                                              |
|  |                                                          |

|  | Castanea    |
|  |             |
|  | Castanopsis |
|  |             |

|  | Colombobalanus                                                    |
|  |                                                                   |
|  | \| \| Trigonobalanus \| \| \| \| \| \| Formanodendron \| \| \| \| |
|  |                                                                   |
|  | Trigonobalanus                                                    |
|  |                                                                   |
|  | Formanodendron                                                    |
|  |                                                                   |

|  | Trigonobalanus |
|  |                |
|  | Formanodendron |
|  |                |

|  | Chrysolepis |
|  |             |
|  | Lithocarpus |
|  |             |

|  | \| \| Castanea \| \| \| \| \| \| Castanopsis \| \| \| \| |
|  |                                                          |
|  | Quercus                                                  |
|  |                                                          |
|  | Notholithocarpus densiflorus                             |
|  |                                                          |
|  | Castanea                                                 |
|  |                                                          |
|  | Castanopsis                                              |
|  |                                                          |

|  | Castanea    |
|  |             |
|  | Castanopsis |
|  |             |

|  | Chrysolepis |
|  |             |
|  | Lithocarpus |
|  |             |

|  | \| \| Castanea \| \| \| \| \| \| Castanopsis \| \| \| \| |
|  |                                                          |
|  | Quercus                                                  |
|  |                                                          |
|  | Notholithocarpus densiflorus                             |
|  |                                                          |
|  | Castanea                                                 |
|  |                                                          |
|  | Castanopsis                                              |
|  |                                                          |

|  | Castanea    |
|  |             |
|  | Castanopsis |
|  |             |

|  | Colombobalanus                                                    |
|  |                                                                   |
|  | \| \| Trigonobalanus \| \| \| \| \| \| Formanodendron \| \| \| \| |
|  |                                                                   |
|  | Trigonobalanus                                                    |
|  |                                                                   |
|  | Formanodendron                                                    |
|  |                                                                   |

|  | Trigonobalanus |
|  |                |
|  | Formanodendron |
|  |                |

|  | Chrysolepis |
|  |             |
|  | Lithocarpus |
|  |             |

|  | \| \| Castanea \| \| \| \| \| \| Castanopsis \| \| \| \| |
|  |                                                          |
|  | Quercus                                                  |
|  |                                                          |
|  | Notholithocarpus densiflorus                             |
|  |                                                          |
|  | Castanea                                                 |
|  |                                                          |
|  | Castanopsis                                              |
|  |                                                          |

|  | Castanea    |
|  |             |
|  | Castanopsis |
|  |             |

|  | Chrysolepis |
|  |             |
|  | Lithocarpus |
|  |             |

|  | \| \| Castanea \| \| \| \| \| \| Castanopsis \| \| \| \| |
|  |                                                          |
|  | Quercus                                                  |
|  |                                                          |
|  | Notholithocarpus densiflorus                             |
|  |                                                          |
|  | Castanea                                                 |
|  |                                                          |
|  | Castanopsis                                              |
|  |                                                          |

|  | Castanea    |
|  |             |
|  | Castanopsis |
|  |             |

|  | Colombobalanus                                                    |
|  |                                                                   |
|  | \| \| Trigonobalanus \| \| \| \| \| \| Formanodendron \| \| \| \| |
|  |                                                                   |
|  | Trigonobalanus                                                    |
|  |                                                                   |
|  | Formanodendron                                                    |
|  |                                                                   |

|  | Trigonobalanus |
|  |                |
|  | Formanodendron |
|  |                |

|  | Chrysolepis |
|  |             |
|  | Lithocarpus |
|  |             |

|  | \| \| Castanea \| \| \| \| \| \| Castanopsis \| \| \| \| |
|  |                                                          |
|  | Quercus                                                  |
|  |                                                          |
|  | Notholithocarpus densiflorus                             |
|  |                                                          |
|  | Castanea                                                 |
|  |                                                          |
|  | Castanopsis                                              |
|  |                                                          |

|  | Castanea    |
|  |             |
|  | Castanopsis |
|  |             |

|  | Chrysolepis |
|  |             |
|  | Lithocarpus |
|  |             |

|  | \| \| Castanea \| \| \| \| \| \| Castanopsis \| \| \| \| |
|  |                                                          |
|  | Quercus                                                  |
|  |                                                          |
|  | Notholithocarpus densiflorus                             |
|  |                                                          |
|  | Castanea                                                 |
|  |                                                          |
|  | Castanopsis                                              |
|  |                                                          |

|  | Castanea    |
|  |             |
|  | Castanopsis |
|  |             |

Selon DELTA Angio (10 juin 2016) :
- Castanea
- Castanopsis
- Chrysolepis
- Colombobalanus
- Fagus
- Lithocarpus
- Nothofagus
- Chêne
- Trigonobalanus

Selon ITIS (10 juin 2016) :
- Castanea P. Mill.
- Castanopsis (D. Don) Spach
- Chrysolepis Hjelmquist
- Fagus L.
- Lithocarpus Blume
- Chêne L.

Le genre Nothofagus inclus dans cette famille par certains auteurs est à nouveau considéré comme faisant partie d'une famille particulière : les Nothofagacées.